# مرگ یزدگرد (فیلم)
مرگ یزدگرد فیلمی است به کارگردانی و نویسندگی و تهیه‌کنندگیِ بهرام بیضایی دربارهٔ مرگِ یزدگردِ سوّم که بر اساسِ نمایشنامه‌اش به همین نام به سالِ ۱۳۶۰ ساخته شده است.

## گروهِ سازنده

### بازیگران
| بازیگر         | نقش     |
| -------------- | ------- |
| سوسن تسلیمی    | زن      |
| مهدی هاشمی     | آسیابان |
| یاسمن آرامی    | دختر    |
| امین تارخ      | سردار   |
| محمود بهروزیان | موبد    |
| کریم اکبری     | سرکرده  |
| علیرضا خمسه    | سرباز   |

### عوامل
| نام                                 | نقش                                       |
| ----------------------------------- | ----------------------------------------- |
| بابک بیات                           | موسیقی                                    |
| مهرداد فخیمی                        | مدیر فیلمبرداری                           |
| بهرام بیضایی                        | تهیه، کارگردانی و تدوین - پوشاک و پس‌آرایی |
| جلال معیّریان (طراح) عبدالله اسکندری | بزک                                       |
| عزیز ساعتی                          | عکس                                       |
| احمد امیری، بهمن حیدری              | صدابرداری سرِ صحنه                         |
| ایرج رامین‌فر                        | طرّاحِ لباس و سرپرستِ اجرا                   |
| واروژ کریم مسیحی                    | دستیارِ کارگردان                           |
| حمید سهیلی                          | تدارکات                                   |

## نمایشنامه
بیضایی نمایشنامهٔ مرگ یزدگرد را به سالِ ۱۳۵۸ نوشت و به نمایشی پرفروش درآورد و متنش را نیز منتشر کرد.

## ساخت
. . . به علت اینکه از صدای سر صحنه در آن استفاده شد نمونه بسیار خوبی است از بازیگری کامل.

سوسن تسلیمی، ۱۳۶۳

. . . فیلمی که ششصدوسی‌وپنج پلان [است]، بدون یک زاویهٔ تکراری در یک محیط بسته با شش تا بازیگر . . .

امین تارخ، در برنامهٔ ۳۵، ۱۳۹۶
سالِ ۱۳۶۰ فیلم از روی نمایشنامهٔ مرگ یزدگرد ساخته شد. این فیلم کارِ گروهِ فیلمِ لیسار است، با سرمایهٔ شبکهٔ اوّلِ سیمای جمهوریِ اسلامیِ ایران. فیلم رنگی است و ۳۵میلیمتری و در عصّارخانهٔ آران فیلم‌برداری شده است. شرایطِ ساخته شدن و توقیفِ این فیلم را جواد طوسی با سرگذشتِ خط قرمز سنجیده و گفته «آقایان بهشتی و انوار، درِ باغ سبز به بعضی فیلم‌سازان نشان دادند و فیلم‌هایی در این دوره ساخته شد؛ اما بعد نمی‌توانند به عنوان رایزن فرهنگی و یک سیاست‌گذار، شرایط متقاعدکننده‌ای برای نمایش عمومی این فیلم‌ها ایجاد کنند».

## نمایش
نخستین و واپسین نمایشِ همگانیِ فیلم در نخستین فستیوالِ بین‌المللیِ فیلمِ فجر به سالِ ۱۳۶۱ بوده است.
تهیه‌کننده فیلم، شبکه یک سازمان صدا و سیمای جمهوری اسلامی، هیچ تلاشی برای اخذ پروانه نمایش نکرد. ظاهراً مهم‌ترین دلیل این امر آن بود که بازیگران زن فیلم، سوسن تسلیمی و یاسمن آرامی، حجابِ اسلامی نداشتند. ولی به گمانِ امیر اثباتی «زاویه‌ی نگاهِ بیضایی به تاریخ است و احضار تاریخ به اکنون و نسبتی که با روز و روزگار و زمانه‌ی خودش برقرار می‌کند» که محرّکِ توقیفِ فیلم شده است.
عکسی از سوسن تسلیمی در این فیلم که سالِ ۱۴۰۲ در پوسترِ جشنوارهٔ انجمنِ فیلمِ کوتاهِ ایران استفاده شد جنجالی و سببِ تعطیلیِ جشنواره شد.

## نقد و نظر
نوع روایتگری در مرگ یزدگرد و مطرح کردنِ قضاوت‌های گوناگون پیرامون یک رویداد، به باور شمار زیادی از ناقدان، متأثر از راشومون اثر آکیرا کوروساوا است؛ همچنان که به طورِ کل از علاقه وافر بیضایی به کوروساوا سخن رفته است.